# Departamento Humahuaca
Das Departamento Humahuaca liegt im Nordosten der Provinz Jujuy im Nordwesten Argentiniens und ist eine von 16 Verwaltungseinheiten der Provinz. 
Es grenzt im Norden an das Departamento Yavi, im Osten an die Provinz Salta, im Süden an die Departamentos Valle Grande, Tilcara und Tumbaya und im Westen an das Departamento Cochinoca. 
Die Hauptstadt des Departamentos ist das gleichnamige Humahuaca.

## Bevölkerung
Laut letztem Zensus hat das Departamento Humahuaca 16.765 Einwohner (INDEC, 2001). Nach Schätzungen des INDEC ist die Bevölkerung im Jahre 2005 auf 19.068 Einwohner gestiegen.

## Städte und Gemeinden
Das Departamento Humahuaca besteht aus vier Gemeinden in kommunaler Selbstverwaltung:
| - El Aguilar (Municipio) - Humahuaca (Municipio) | - Iturbe (Comisión Municipal) - Tres Cruces (Comisión Municipal) |

Hinzu kommen folgende Siedlungen:
| - Uquia - Coctaca - Capla - Cianzo - Palca de Aparzo - Aparzo - Ronqui - Pucara | - Ucumaso - Hornaditas - Vizcarra - Coraya - Casa Grande - Río Grande - Chorcan - La Cueva | - Pueblo Viejo - Chaupi Rodeo - Casillas - Azul Pampa - Cobre - Chucalesna |

Koordinaten: 23° 12′ S, 65° 18′ W